# Oberneuland
Oberneuland este un sector în orașul hanseatic Bremen , Germania fiind atestat istoric în 1811 sub numele Overnigelant și Rockwinkil. 

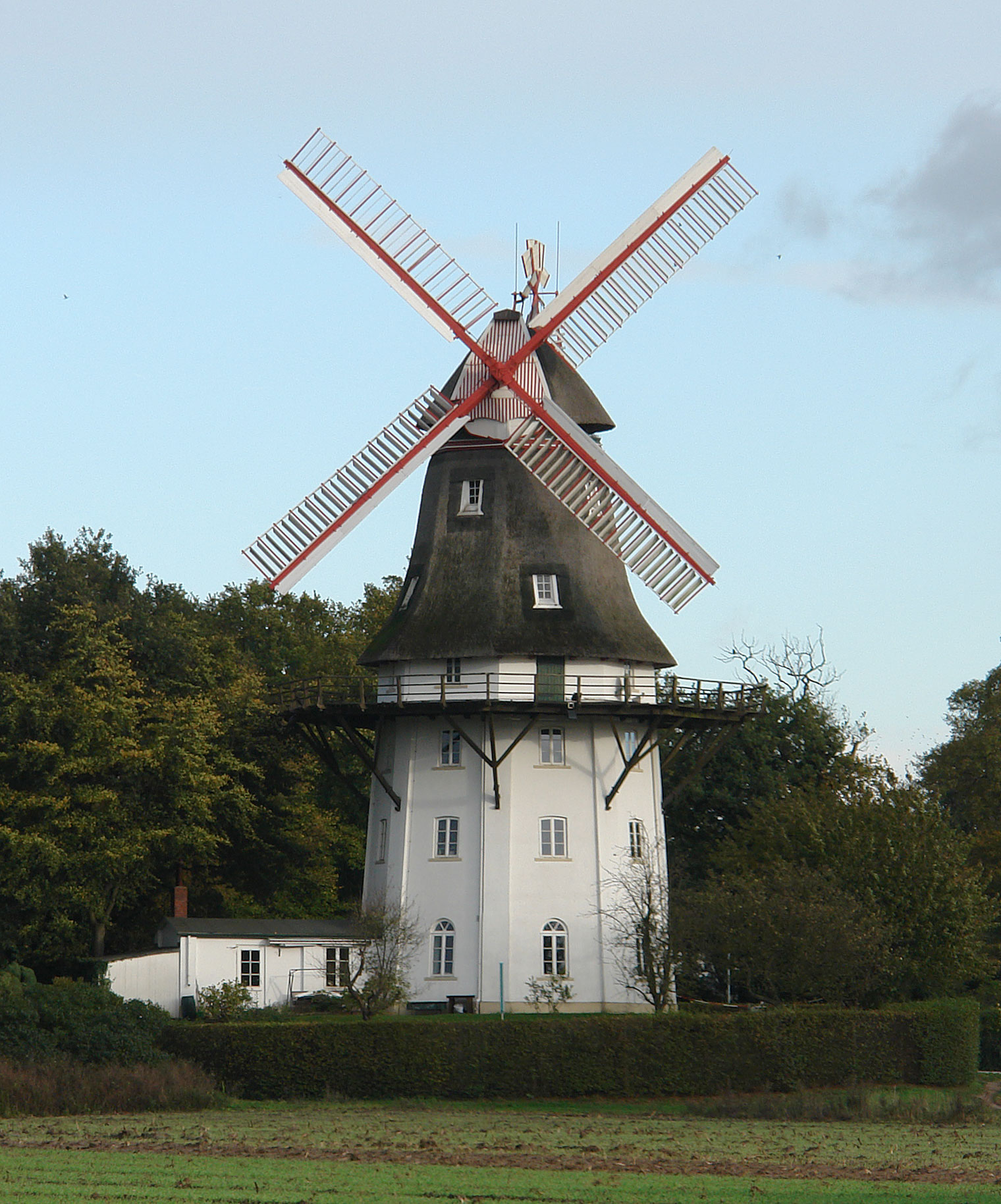
Moară de vânt din anul 1848